# 佩特拉洛纳洞穴

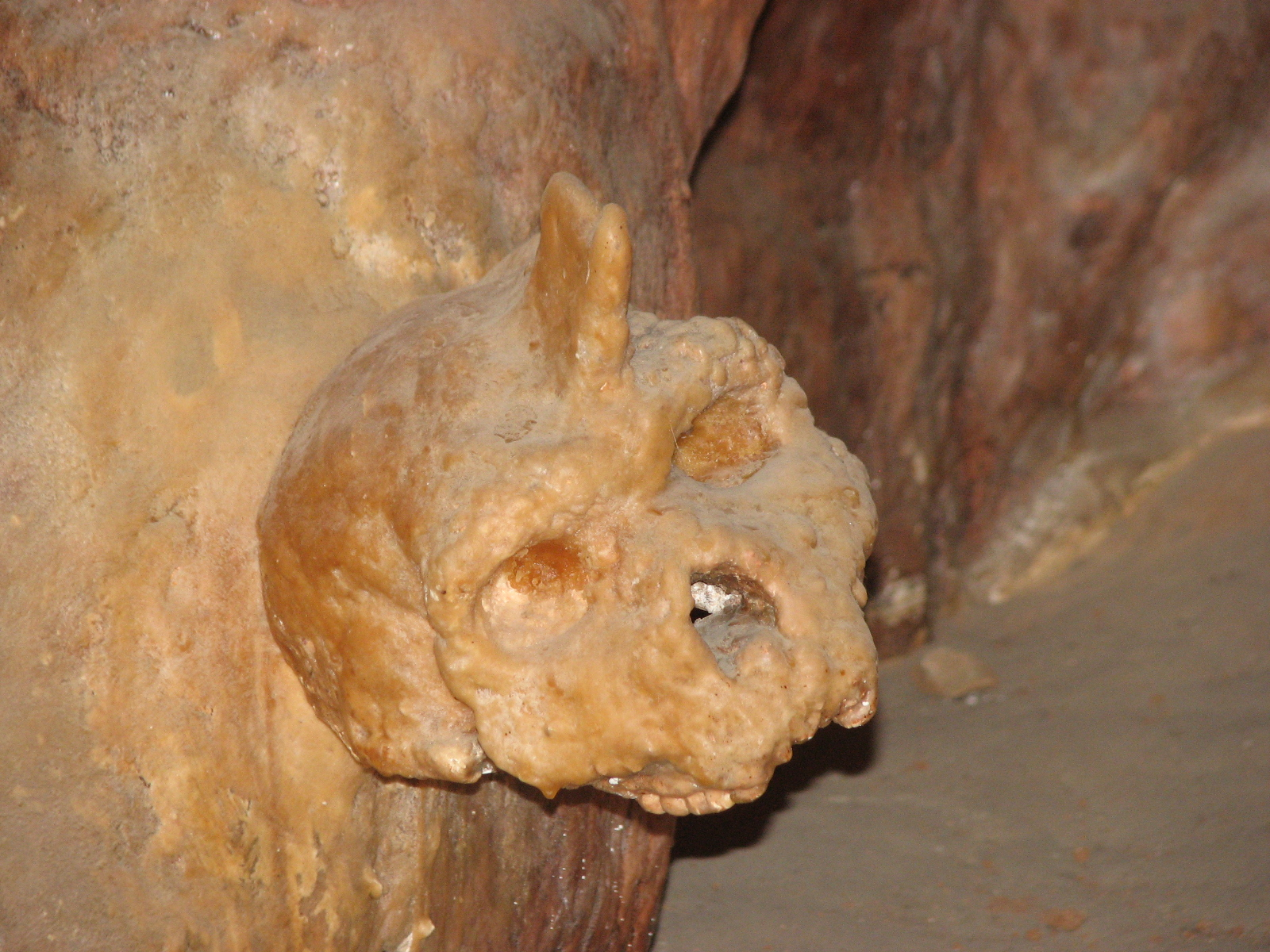
被钟乳石包裹的佩特拉洛纳头骨

佩特拉洛纳洞穴（希臘語：Σπήλαιο Πετραλώνων），也被称为红石洞穴（Σπήλαιο "Κόκκινες Πέτρες"），是一个喀斯特地貌溶洞，位于希腊中马其顿大区哈尔基季基专区，坐落在卡齐卡山（Mount Katsika）西麓海拔300米（984英尺）的地方。
1959年此溶洞由于其外部岩石在侵蚀作用下产生裂口，才意外被世人发现。1960年此处因为发现了一个石化的人科头骨而闻名於世。此溶洞由于其内遍布的钟乳石和大量的化石而吸引了众多地质学家和古生物学家。在数十年的探索与发掘后，溶洞现在对公众开放，而其内的科学发现也在与溶洞相邻的考古博物馆展出。

## 发现

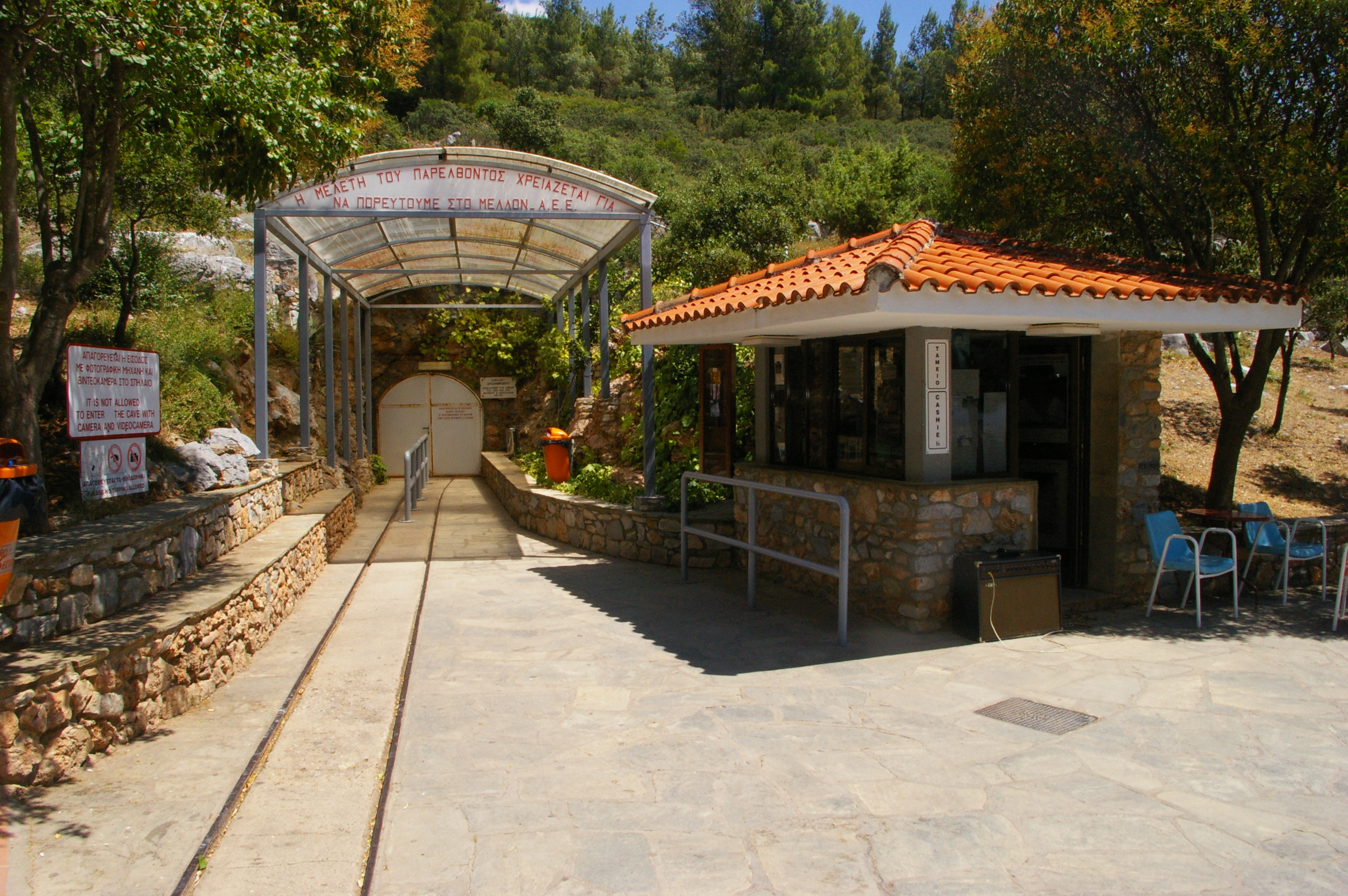
佩特拉洛纳洞穴入口

山洞在1959年意外地被当地一名叫做Fillipos Chatzaridis的牧羊人发现。他在找到山坡上的裂缝时，正在寻找水源。其后有两名当地人入洞探险，发现山洞中有很多与通道相连的洞穴，有8至10米高，钟乳石密布。
在地质学上判断，山洞位于中生代侏罗纪的石灰岩层上, 其可以细分为几个不同的地层。山洞最初的开发于当年由希腊洞穴专家Ioannis Petrocheilos完成。许多被石灰岩半包裹的散落的动物骨骼被发现。

## 佩特拉洛纳头骨

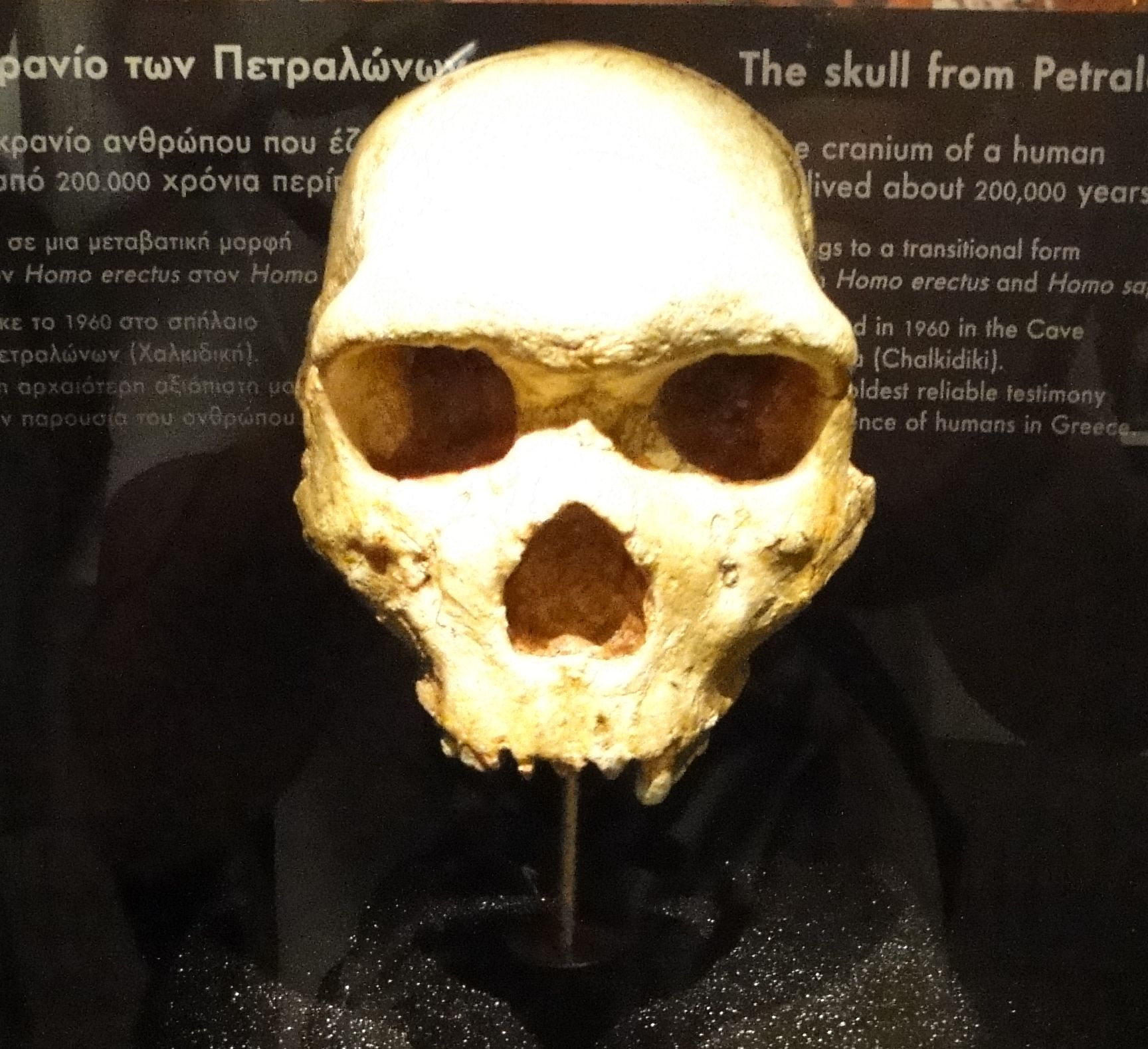
在塞萨洛尼基考古博物馆展示的佩特拉洛纳头骨

洞中最著名的发现是被古人类学家称为“佩特拉洛纳头骨”的化石。它被希腊考古协会认为是“欧洲最古老的人科动物化石”，距今80万年。然而，这具化石也由于是孤证，在学术界也颇具争议，考古协会得出的结论与被广泛接受的人属物种形成理论相违背，也与早期人科动物走出非洲大陆的纪年不符。对于这具头骨的年份，学术上也颇具争议。